# Аруз
Ару́з — у тюркомовній, арабській та перській класичних літературах — система квантитативного віршування, базована на чергуванні довгих та коротких складів.
Першим твором у тюркомовній поезії, написаним арузом, вважається поема Ю. Хас Хаджипа «Книга, що дарує щастя» (XI ст.). Хоча аруз уже існував в арабській та перській ліриці, був систематизований віршознавцем із Басри Халілом-інб-Ахмадом аль-Фарагіді, який установив п'ятнадцять його різновидів, що згодом доповнилися ще чотирма (хаджас, раджас, мутакариб та інші).
Нині східна поезія нараховує близько шістдесяти різновидів аруза, до якого зверталися Алішер Навої, Махтумкулі, Фуркат та інші. Вивченням аруза займався А. Кримський («Арабская литература в очерках и образцах», 1911).